# Luftangriffe auf Solingen

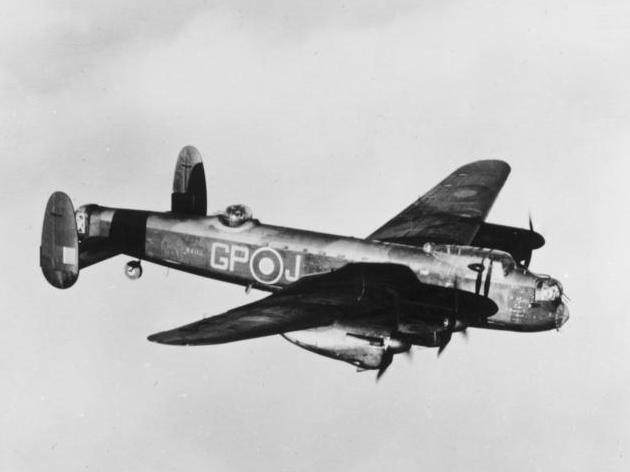
Britischer Bomber vom Typ Avro Lancaster, der auch in Solingen zum Einsatz kam

Die Luftangriffe auf Solingen während des Zweiten Weltkriegs sorgten in der bergischen Großstadt Solingen für beträchtliche Schäden, die Zahl der Todesopfer schwankt zwischen 1880 und 2250. Zwischen 1940 und 1945 war die Stadt das Ziel von insgesamt 84 Luftangriffen der Alliierten. Am 4. und 5. November 1944 wurde durch je einen Großangriff die Solinger Altstadt komplett zerstört. Weitere Ziele des Luftkriegs waren beispielsweise der Rüstungsbetrieb Rudolf Rautenbach am Mangenberg sowie in zwei Großangriffen Teile der Stadtteile Wald und Gräfrath.

## Ausgangssituation

### Solingen vor dem Luftkrieg
Die Stadt Solingen, die erst am 1. August 1929 durch den Zusammenschluss mit Ohligs, Wald, Gräfrath und Höhscheid zur Großstadt wurde, hatte bei Kriegsausbruch 1939 140.453 Einwohner. Diesen standen 1939 insgesamt 50.071 Wohnungen in der Stadt zur Verfügung.:442
Die Stadt war bereits seit Mitte der 1920er Jahre bis in die 1930er Jahre durch den Bau der Großwohnsiedlungen des Solinger Spar- und Bauvereins am Kannenhof, am Weegerhof und am Böckerhof in ihren Außenbezirken stark gewachsen. Die Solinger Altstadt sah sich seit der Jahrhundertwende 19./20. Jahrhunderts einem steten Wandel unterworfen, in welchem bereits zahlreiche Fachwerkhäuser zugunsten neuer, moderner Wohn- und Geschäftshäuser des Historismus niedergelegt wurden. Weitere Abrisse zugunsten breiterer Straßen und damit einer verbesserten Verkehrsinfrastruktur waren in Planung.

### Ziviler Luftschutz

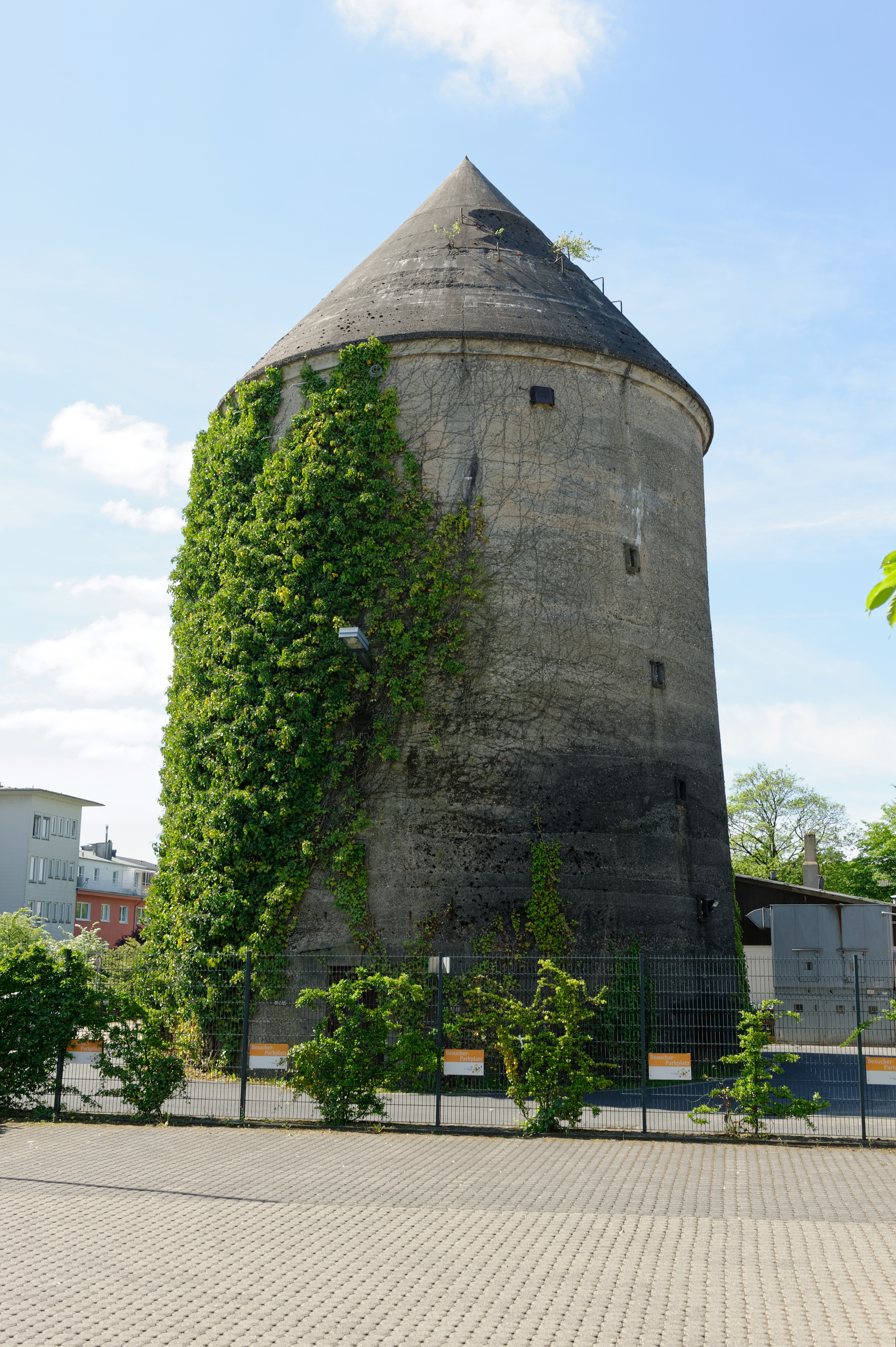
Hochbunker an der Max-Leven-Gasse

Die Vorbereitung für einen möglichen Luftkrieg begann bereits am 4. Dezember 1933 mit der Bildung einer Solinger Ortsgruppe des Reichsluftschutzbundes. Bis 1936 unterstanden die Luftschutzangelegenheiten dem Solinger Bauamt, bevor ein eigenes Stadtamt für Feuer- und Luftschutz errichtet wurde. Es war im Gebäude der Solinger Feuerwehr an der Katternberger Straße angesiedelt. Der Bau von Luftschutzbunkern begann auf Basis der Planungen des Solinger Stadtbaurats Karl Dörich 1938 an der Ohligser Wittenbergstraße und in Solingen-Mitte an der Florastraße (1938/39). Im Januar 1940 wurden weitere Bunker der Bauart Winkel an der Hohen Gasse (heute Max-Leven-Gasse) und der Lüneschloßstraße eingeweiht. Der 1940/1941 errichtete Hochbunker Walter-Dodde-Straße diente insbesondere den in den Fabriken von Friedrich Herder Abraham Sohn und J. A. Henckels beschäftigten Menschen am Grünewald als Schutzraum. Bis gegen Ende des Krieges waren 15 größere oberirdische Bunkerbauten im Stadtgebiet entstanden.:429f.
Eine Luftschutzschule entstand in Solingen am 19. Juli 1934. Mit zunehmender Zahl an feindlichen Luftangriffen richtete man am 31. März 1941 in öffentlichen Gebäuden Nachtwachen ein.:429f.

### Luftabwehr
Im Jahre 1937 entstand in Solingen als Abteilung der Landesgruppe Rheinland der Waffenring der Flugabwehr, der auch als Flakwaffenring bezeichnet wurde. Dieser unterwies seine Mitglieder in Fragen der Luftabwehr. Die Unterweisungen fanden im neu eingerichteten flugphysikalischen Laboratorium der Moeller-van-den-Bruck-Schule statt.
Solingen war durch seine Lage am Rande des rheinisch-westfälischen Industriegebiets durch mögliche Luftangriffe höchst gefährdet. Am Stadtrand nahm darum eine Flak mit 8,8-cm-Geschützen ihre Arbeit auf. Mit der Verschärfung des Luftkriegs ab 1943 wurden die 16- und 17-jährigen Oberschüler als Luftwaffenhelfer eingesetzt. Die Solinger Flakhelfer gehörten zum Flakbataillon 389. Bis August 1944 taten sie ihren Dienst noch schwerpunktmäßig in Solingen, bevor sie in das Ruhrgebiet (z. B. nach Oberhausen-Holten und Gladbeck) und nach Aachen verlegt wurden. Gegen Ende des Krieges taten sie ihren Dienst sogar in Hamburg. Die Flakbatterie aus Höhscheid wurde 1943 nach Eversael bei Rheinberg verlegt, die Walder Batterie kam nach Lintorf. Aufgrund der zahlreichen Abzüge aus dem Solinger Stadtgebiet fehlte es bei den Großangriffen im November 1944 in Solingen an geeignetem Flakschutz.:431f.

### Weg zum Luftkrieg
Der Zweite Weltkrieg wirkte sich für die einheimische Zivilbevölkerung vor allem durch die Luftangriffe der Alliierten aus. Bis in das Jahr 1941 waren britische Luftangriffe über deutschen Städten noch selten, Ziel des Luftkriegs war in der Anfangszeit noch die Zerstörung der deutschen Infrastruktur wie zum Beispiel Flughäfen. Für eine Verstärkung des Luftkriegs sorgte der Beschluss des britischen Kabinetts am 14. Februar 1942, die deutsche Bevölkerung durch Flächenangriffe zu zermürben (Moral bombing). Was Solingen erwartete, ließ sich bereits am 28./29. März 1942 bei dem Angriff auf Lübeck erahnen. Unterstützung erhielten die Briten ab Januar 1943 durch die 8. US-Luftflotte.:429

## Chronologie der Luftangriffe

### Luftangriffe von 1940 bis Oktober 1944
Die ersten Bomben auf Solinger Stadtgebiet fielen am 5. Juni 1940. An diesem Tag sorgten Stabbrandbomben für Kleinfeuer an der Walder Straße, im Krausen, an der Rolsberger Straße, der Krautstraße und der Wittkuller Straße. Am Rolsberg wurde eine Person verletzt. Berichten der Royal Air Force zufolge, wonach ihr Flugzeug an jenem Tag auch Sprengbomben mitgeführt habe, bestätigten die Solinger Polizeiakten hingegen nicht. Allerdings sind die Polizeiakten aus der Erinnerung rekonstruiert wurden, da das Polizeirevier an der Felder Straße bei dem Angriff am 5. November 1944 zerstört wurde.:435
Bis zum 30. Mai 1943 waren die durch Luftangriffe entstandenen Schäden in Solingen gering. Bis 1942 starben drei Einwohner infolge von Angriffen aus der Luft, 27 wurden verletzt. Auch die Flak wurde gelegentlich aktiv. Sie schoss 1941 und 1942 je ein feindliches Flugzeug ab, 1944 waren es insgesamt sechs. Am 29. August 1941 wurde durch die Flak bei Glüder ein kanadisches Flugzeug abgeschossen, die beiden Piloten gefangen genommen und nach Frankfurt am Main verbracht. Durch Flakeinwirkung wurden allerdings auch Einheimische verletzt, so etwa am Tage des Luftangriffs auf Barmen am 30. Mai 1943, als es in der Gegend um die Lutherkirche Verletzte und beschädigte Gebäude gab. Am 30. November 1943 gelang es der Flak dagegen, ein Bomberkommando von 80 amerikanischen Flugzeugen zum Umkehren zu bewegen.:435f.
Als die Alliierten Großangriffe auf die Solinger Nachbarstädte Remscheid (31. Juli 1943 und 23. August 1943) und Elberfeld (25. Juni 1943) flogen, gerieten auch die Solinger Randbezirke in Mitleidenschaft. Am 25. Juni 1943 starben infolgedessen 21 Solinger, 58 wurden verletzt. Bei den Angriffen auf Remscheid starben insgesamt 40 Personen auf Solinger Stadtgebiet, 82 wurden verletzt. Die Gebäudeschäden indes hielten sich bis 1. November 1944 noch in Grenzen, was auch darin begründet lag, dass viele Schäden gleich wieder von den Bewohnern behoben wurden und Wohnhäuser damit quasi unmittelbar wieder instand gesetzt wurden. Anderenfalls wäre die Wohnungsnot nach den beiden Großangriffen am 4. und 5. November 1944 noch deutlich größer ausgefallen.:436

### Luftangriff am 4. November 1944

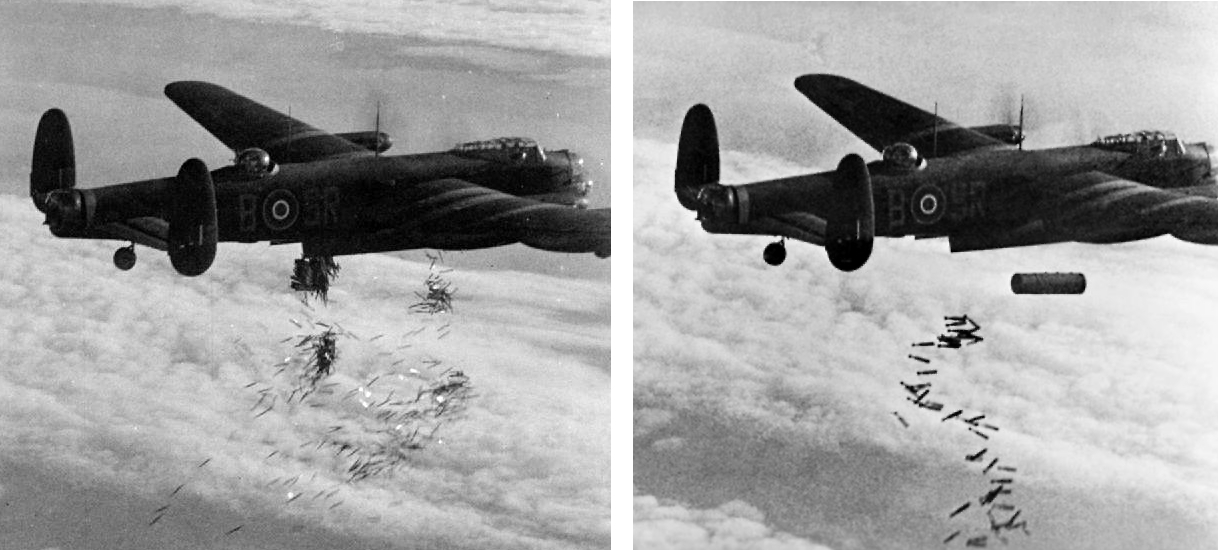
Britischer Lancaster-Bomber bei dem Luftangriff auf Duisburg am 15. Oktober 1944, wie er wenig später auch über Solingen zum Einsatz kam

Am Mittag des 4. November 1944, einem Samstag, meldete der Drahtfunk einen im Anflug befindlichen Bomberverband, der sich über der Mündung der Schelde in Belgien befand. Er drehte bei Koblenz nach Norden ab. Um 13.55 Uhr gaben die Sirenen in Solingen Vollalarm. Wenig später fielen in der Südstadt die ersten Bomben. Insgesamt 170 britische Lancaster-Bomber entluden ihre Bombenlast innerhalb von 18 Minuten von der Krahenhöhe über Schützenstraße, Ufergarten bis zum Hauptbahnhof. Das betroffene Gebiet südlich dieser Linie lag in Schutt und Asche, während der Kern der Altstadt an diesem Tage noch verschont blieb.:20
Der Angriff löste 100 Großfeuer, 300 mittlere und 500 kleine Feuer aus, die Wasserversorgung brach zusammen, was die Löscharbeiten zusätzlich erschwerte. Erst in den späten Abendstunden erreichten die Feuer ihre größte Intensität. Trotz der widrigen Umstände gelang es der Solinger Feuerwehr, ein Zusammenlaufen der Brände und damit einen Flächenbrand zu verhindern. Bei dem Luftangriff starben mindestens 500 Menschen, besonders viele Tote wurden am Hauptbahnhof geborgen.:20

### Luftangriff am 5. November 1944
Durch den Angriff am Vortag war das Luftwarnsystem weitgehend zerstört worden. Behelfsmäßige Sirenen auf Lastwagen wurden herangeschafft; diese waren aber bei weitem nicht so leistungsstark. So kam es, dass der Alarm am 5. November 1944, der um 12.15 Uhr ausgelöst wurde, viele Menschen in der Solinger Altstadt nicht erreichte und diese in der Folge von dem von 13:00 Uhr bis 13:26 Uhr dauernden Angriff überrascht wurden. Die Briten kamen dieses Mal mit 165 Bombern, die 783 Tonnen Spreng- und 150 Tonnen Brandbomben geladen hatten.

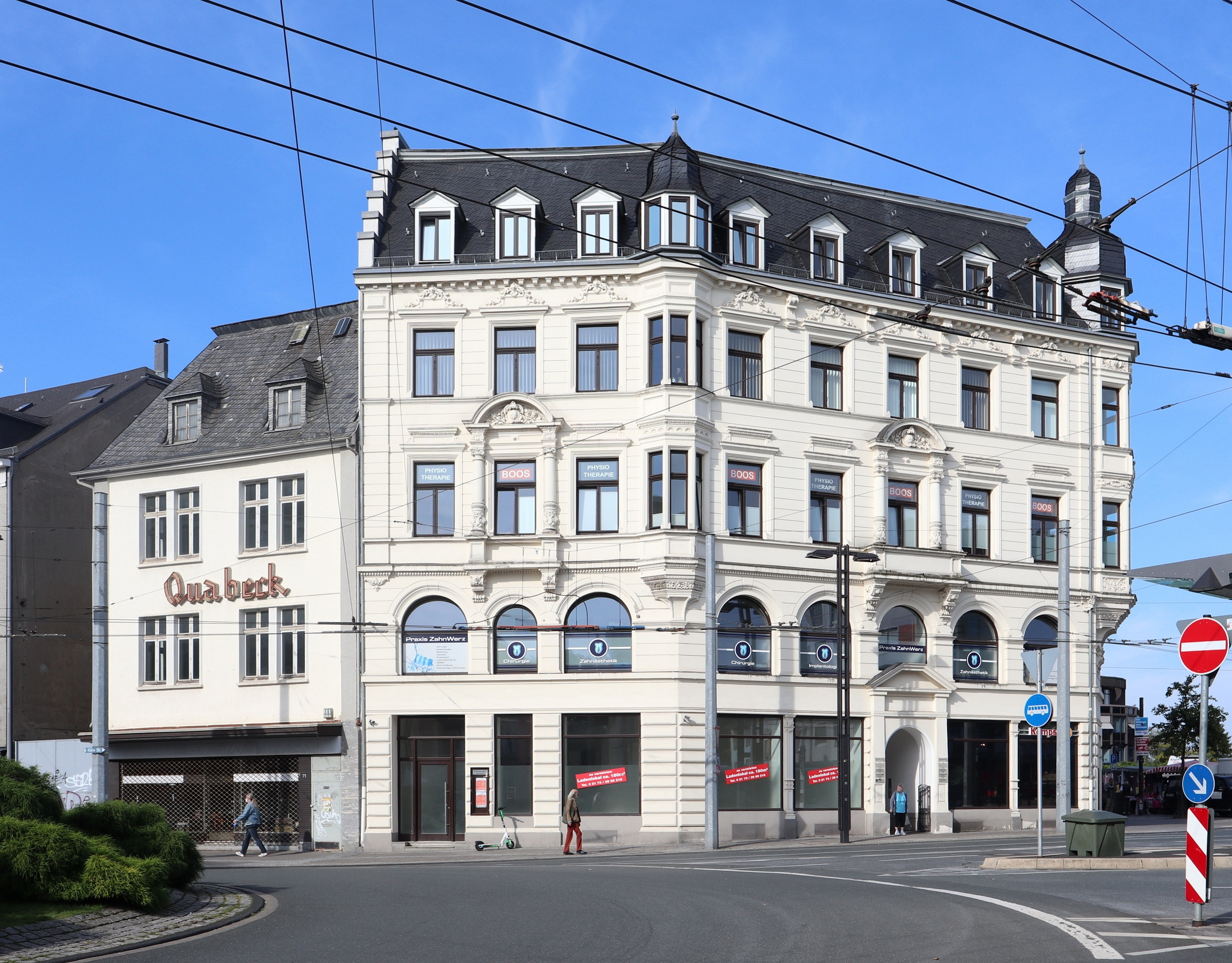
Tückmantelhaus und Haus Quabeck

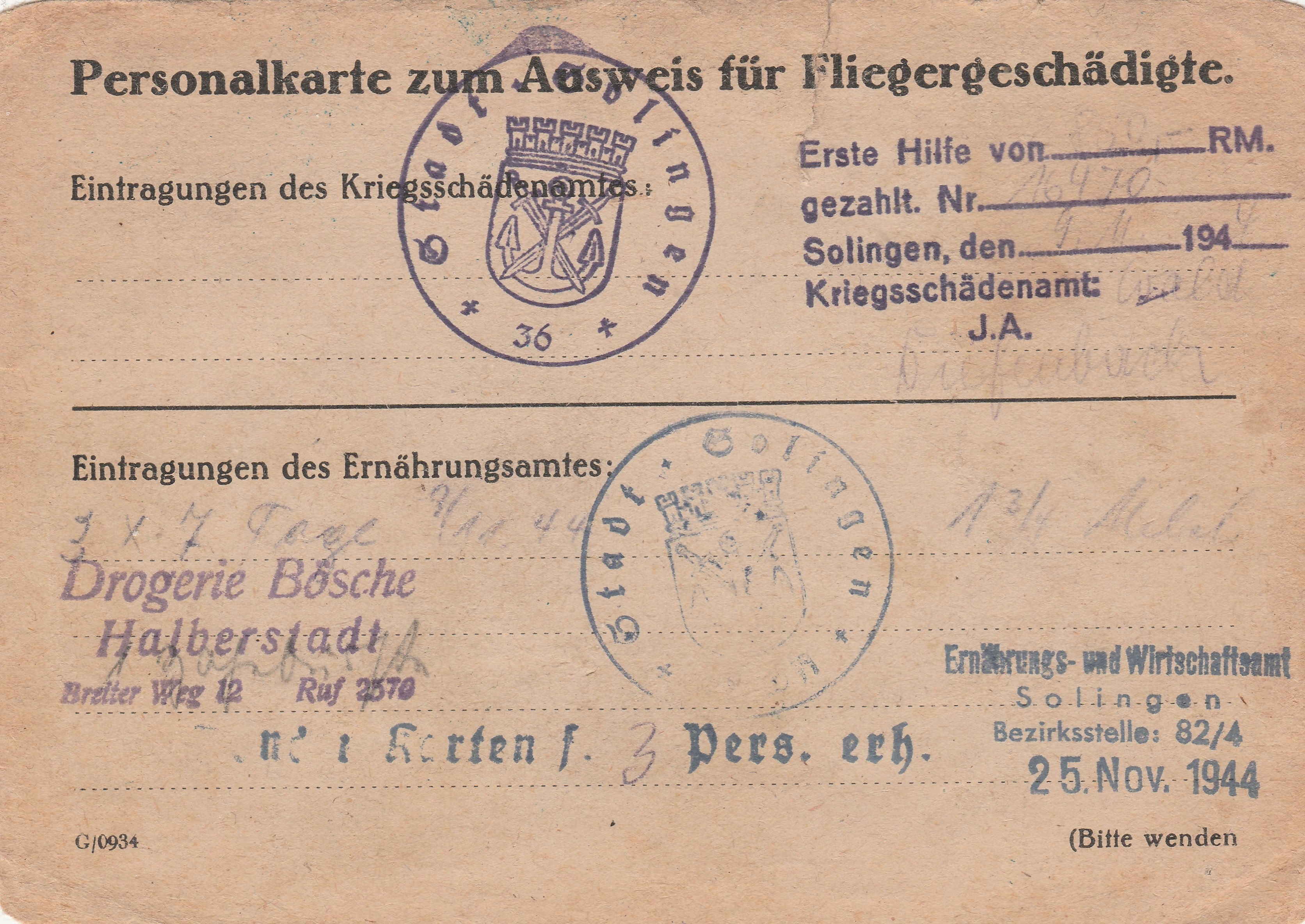
Personalkarte zum Ausweis für Fliegergeschädigte aus dem November 1944

Ziel des Angriffs war dieses Mal der Altstadtkern mit seinen verwinkelten Gassen und seinen Fachwerkhäusern rund um Hauptstraße, Graf-Wilhelm-Platz, Kölner Straße bis hin zum Schlagbaum. Durch die Zerstörungen des Vortags waren die entstandenen Brände vielfach nicht erreichbar, Löschwasser stand kaum zur Verfügung. Die eingesetzten Feuerwehren schafften es nicht, einen Flächenbrand zu verhindern, der in der Folge auch fast alle die Gebäude zerstörte, die den Bombenhagel überstanden hatten. Bei beiden Angriffen wurden insgesamt 1.700 Menschen getötet, außerdem mindestens 150 Kriegsgefangene, 20.000 Menschen wurden obdachlos und 16 Prozent der damaligen Solinger Gebäude wurden zerstört.:20 Der Erfolg der beiden Angriffe wurde noch am selben Abend in der britischen Presse gelobt:

„Solingen, das Herz der deutschen Stahlwarenindustrie, ist eine zerstörte, tote Stadt“

Die massive Zerstörung der Solinger Altstadt hatte einen enormen Trümmerhaufen zur Folge, aus dem nur noch vereinzelte Mauerreste emporragten. Lediglich am Dreieck zwischen Graf-Wilhelm-Platz, Neumarkt, Max-Leven-Gasse und Kölner Straße blieben noch einige Wohn- und Geschäftshäuser der Gründerzeit erhalten, darunter, wenn auch schwer beschädigt, das bereichsprägende Eckgebäude Haus Tückmantel sowie das Nachbargebäude Haus Quabeck.
Unter den prominenten zerstörten Gebäuden befanden sich unter anderem die Alte Kirche am Fronhof, das alte Rathaus, das Polizeirevier an der Felder Straße, der Fuhrpark der Stadtwerke an der Florastraße, die Wagenhalle der Solinger Straßenbahn, der Hauptbahnhof, die Badeanstalt Birker Bad und die St.-Clemens-Kirche. Auch die Städtischen Krankenanstalten am Vogelsang trugen schwere Schäden davon, so dass die Opfer des Luftangriffe zu großen Teilen in ein Krankenhaus nach Barmen eingeliefert werden mussten. Außerdem schwer zerstört, aber noch rekonstruierbar, war der sogenannte Goebelbau am Dickenbusch, der Amtssitz des Oberbürgermeisters, dessen Überreste allerdings 1949 ordnungswidrig abgebrochen wurden.:434

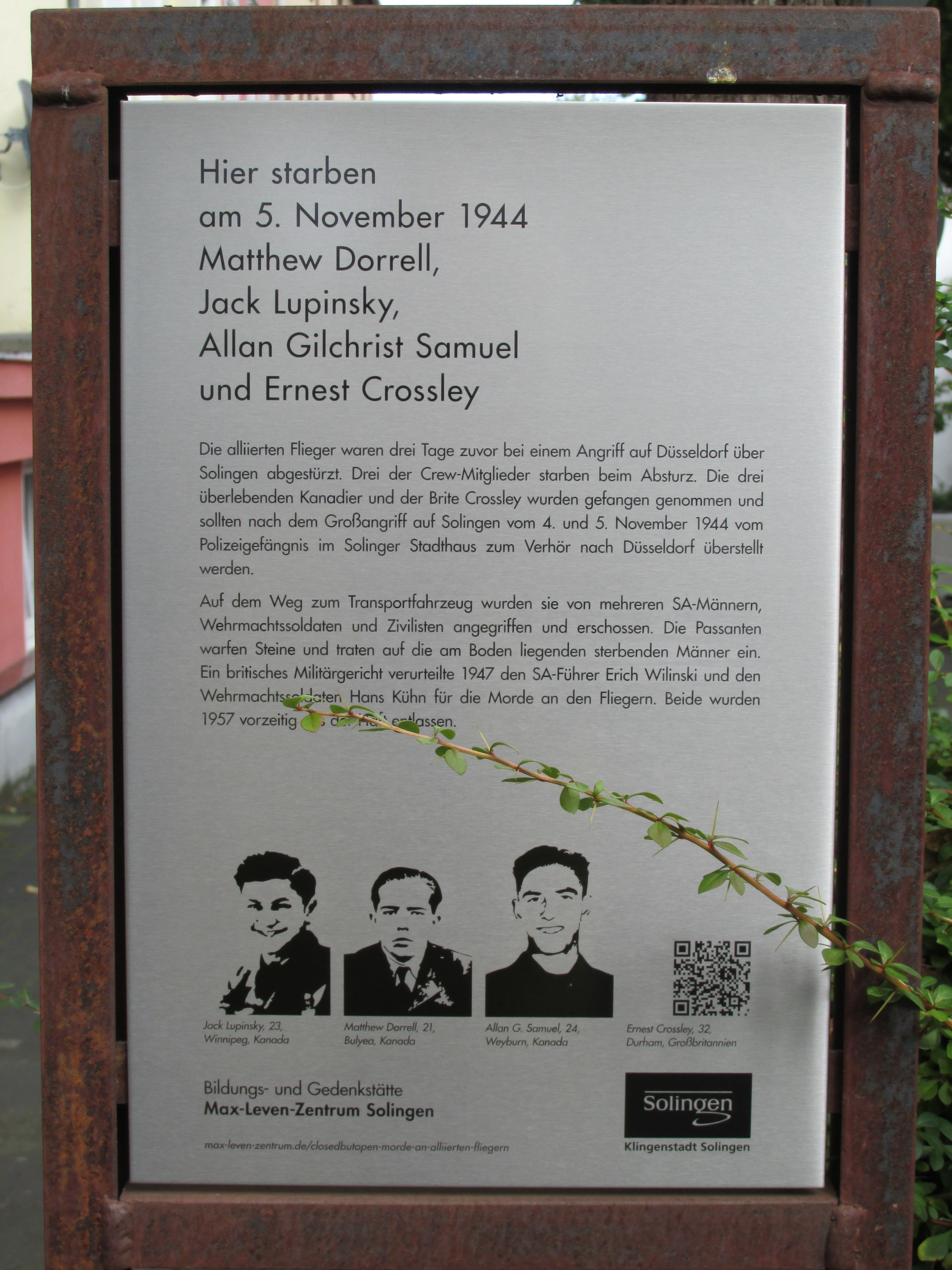
Gedenktafel für die Opfer der Fliegermorde in der Solinger Nordstadt

Am selben Tag sollten vier alliierte Soldaten in kanadischer Uniform, die am 2. November bei einem Angriff abgestürzt waren, zum Verhör nach Düsseldorf überstellt werden. Vor dem Solinger Stadthaus wurde die kleine bewachte Gruppe von SA-Männern, Wehrmachtssoldaten und Zivilisten entdeckt. Aus der Menge heraus wurde auf die Kriegsgefangenen geschossen, und alle vier Gefangene starben noch auf der Straße. Andere Passanten warfen Steine auf die sterbenden Soldaten und traten auf deren Körper. Zwei Täter wurden 1947 vor einem britischen Militärgericht angeklagt: Der SA-Führer Erich Wilinski wurde zum Tode und der Soldat Hans Kühn zu 20 Jahren Haft verurteilt. Wilinski wurde später zu 20 Jahren Haft begnadigt und wie Hans Kühn 1957 aus dem Kriegsverbrechergefängnis Werl entlassen.

### Weitere Luftangriffe bis 1945
In der Zeit bis Ende 1944 flogen die Alliierten lediglich noch einzelne Angriffe auf Solingen. An Silvester 1944 startete ein erster Großangriff auf Wald und Teile Gräfraths, der am Neujahrstag 1945 fortgesetzt wurde. Diesmal wurden 1.657 Spreng- und 1.020 Brandbomben eingesetzt. Betroffen war ein aufgelockertes Siedlungsgebiet, darunter besonders die Eschbach- (heute Bausmühlen-), Ehren-, Nümmener-, Focher- und die Frankenstraße. Hinzu kamen der Hindenburgplatz (heute Walder Marktplatz), die Merscheider-, Dellerstraße und die Ortslage Mühlenbusch. Außerdem die Walder-, Sedan-, Korn-, Baverter-, Röntgenstraße, Sonnenschein, Haaner-, Göring- (heute Friedrich-Ebert-), Rosenkamper-, Beethoven-, Luisen- und Wuppertaler Straße sowie der Kannenhof in Solingen. Trotz des weitläufigen Gebiets waren die Gebäudeschäden verhältnismäßig gering, schwer wog lediglich die Beschädigung der Gasbehälter und -leitungen. Zerstört wurde allerdings die evangelische Kirche Merscheid. Die Personenschäden waren hingegen groß, es gab 117 Tote und 128 Verletzte. Hinzu kam die Tatsache, dass ab Dezember 1944 die Aufräumarbeiten durch andauernde alliierte Tiefflieger über Solingen erschwert und später ganz unmöglich gemacht wurden.:440
Der einzige Luftangriff auf Solingen, der durch militärische Erwägungen hätte gerechtfertigt werden können, ereignete sich am 16. Februar 1945 am Mangenberg. Ziel der Alliierten war die für die Flugzeugindustrie produzierende Leichtmetallgießerei Rudolf Rautenbach. Die Wucht der insgesamt 310 Tonnen Sprengbomben wirkte sich bis zur Dammstraße aus. Bei dem Angriff kamen 105 Personen ums Leben, 62 wurden verletzt. Unter den Opfern waren viele Kriegsgefangene und ausländische Arbeiter, die in den Fabriken zwangsweise beschäftigt waren.
Bis zur endgültigen Befreiung Solingens durch amerikanische Soldaten am 17. April 1945 ereigneten sich noch 15 einzelne Luftangriffe. Die letzten davon hatten die zurückkehrenden deutschen Truppen im Visier. Bei einem der letzten Angriffe mit dem Ziel der Solinger Krahenhöhe starben noch einmal zwei Menschen.:440

## Folgen

### Tote und Verletzte
Die Anzahl der Toten und Verletzten der Luftangriffe auf Solingen kann nicht genau beziffert werden. Dies liegt vor allem daran, dass sowohl die Stadtverwaltung wie auch die Polizeiverwaltung und die amerikanische Kommission unterschiedliche Bezugspunkte für die Zählung zugrunde legten. Mal waren die in Solingen befindlichen Kriegsgefangenen und ausländischen Arbeiter in den Zahlen berücksichtigt und ein anderes Mal wieder nicht. Im Dezember 1945 berichtete der Solinger Oberbürgermeister Josef Brisch von rund 2.100 Toten und 1.847 Verletzten. Nach Brisch folgten andere, deren Anzahl teils erheblich von diesem abwichen.

Insgesamt kann man auf Basis der von verschiedenen Quellen genannten Zahlen folgende Eckwerte festhalten: Die Zahl der Toten schwankt zwischen 1.880 und 2.253, die der Verwundeten zwischen 2.596 und 2.618. Hierunter waren zwischen 1.604 und 2.077 Solinger Tote und zwischen 2.508 und 2.530 Einheimische Verletzte.:441

Kriegerdenkmal und Gräber auf dem Parkfriedhof Solingen in Gräfrath

### Gebäudeschäden
Weniger stark schwankend sind die statistischen Daten über die Anzahl der zerstörten Gebäude. Die Gesamtzahl beläuft sich insgesamt auf schätzungsweise 14.260. Die nachfolgende Auflistung folgt den Angaben von Heinz Rosenthal, die dem Rheinischen Städtebuch entnommen sind.:441
| Gebäudeart                         | totale Zerstörung | schwere Beschädigung | mittlere und leichter Beschädigung |
| ---------------------------------- | ----------------- | -------------------- | ---------------------------------- |
| Wohn- und Geschäftshäuser          | 1.961             | 1.209                | 9.255                              |
| öffentliche Gebäude                | 14                | 27                   | 56                                 |
| Geschäftshäuser der Kleinindustrie | 375               | 186                  | 765                                |
| Anlagen der Großindustrie          | 22                | 31                   | 118                                |
| landwirtschaftliche Gebäude        | 26                | 49                   | 171                                |
| gesamt                             | 2.398             | 1.502                | 10.365                             |

### Wiederaufbau

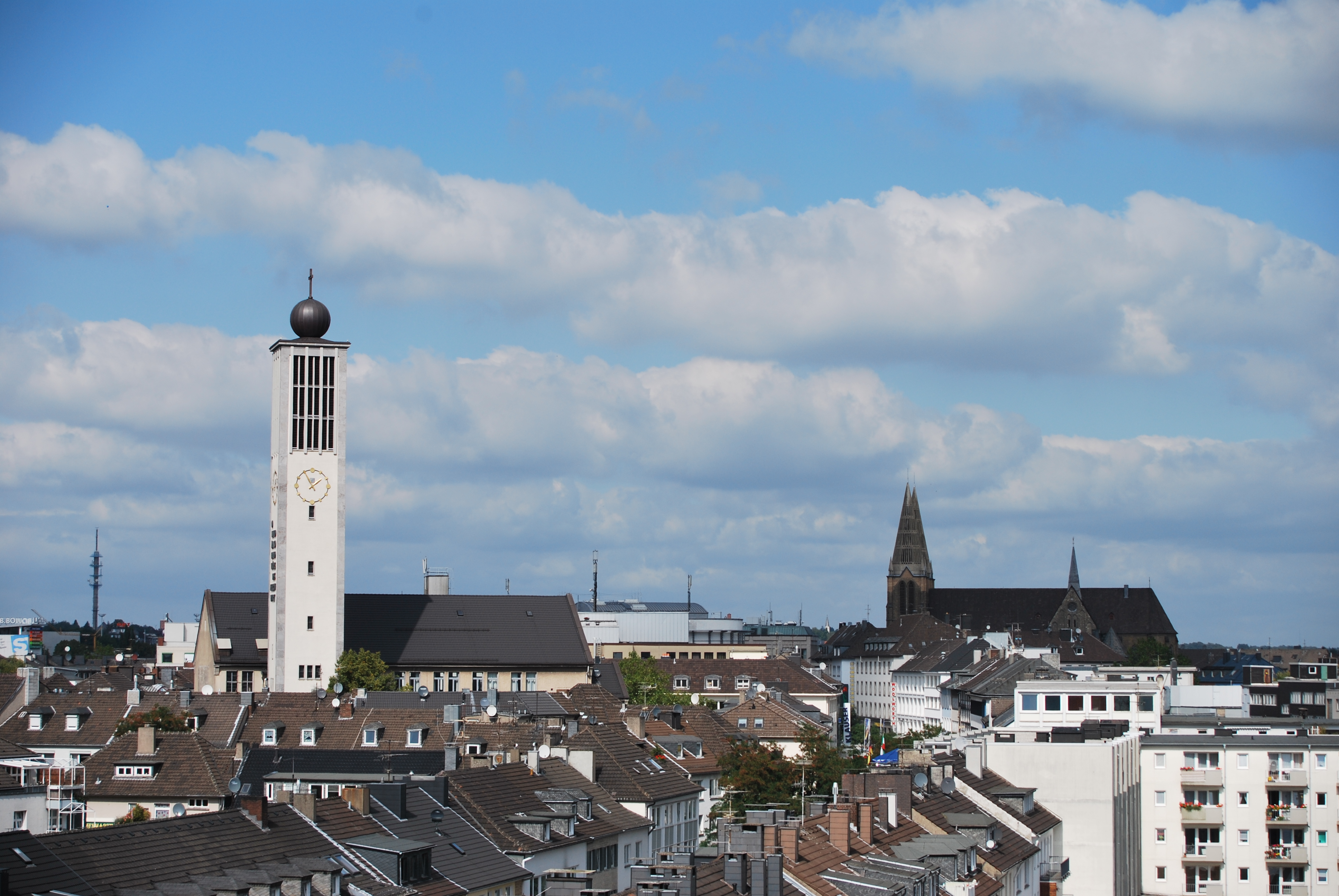
Solinger Innenstadt mit ev. Stadtkirche (links) und St.-Clemens-Kirche (rechts)

Ein Wiederaufbau der Solinger Innenstadt an gleicher Stelle ließ auch in den ersten Jahren nach Kriegsende noch auf sich warten. Grund dafür war eine in weiten Teilen von Bevölkerung und Politik vorherrschende Lethargie angesichts des Ausmaßes der Zerstörung. Einzig das Straßenbahnsystem wurde notdürftig wiederhergestellt, der grobe Wiederaufbau des Vorkriegsnetzes war bereits am 16. Dezember 1946 vollzogen. In der Politik wurden derweil Pläne einer Verlegung der Innenstadt nach Gönrath laut. Erst im Sommer 1948 wurde nach umfangreichen Diskussionen der Beschluss gefasst, die Innenstadt an alter Stelle und orientiert an den Grundzügen der zerstörten Altstadt wieder aufzubauen.:24 Ein rascher Wiederaufbau war allerdings auch 1948 noch nicht in Sicht. Erst in der ersten Hälfte der 1950er Jahre nahm die Innenstadt Gestalt an, bis Ende 1953 war beispielsweise der Alte Markt wiederaufgebaut.:29 Am 6. Dezember 1963 wurde mit dem Neubau des Versandhauses Quelle an der unteren Hauptstraße die letzte Baulücke geschlossen.:39
Angesichts von Rationierungen, Zuteilungen und dem blühenden Schwarzmarkt war auch das Interesse an der Einrichtung eines Geschäftszentrums zunächst noch gering. Erst die Währungsreform 1948 und der Wirtschaftsaufschwung leiteten die entscheidende Wende ein. Um nicht auf den Wiederaufbau der Innenstadt warten zu müssen, damit auch sie am Aufschwung teilhaben konnten, forderten die lokalen Einzelhändler eine provisorische Lösung von der Stadt Solingen. Kurzerhand stellte die Stadt für die Einrichtung des Geschäftszentrums Mühlenhof eine 14.000 Quadratmeter große Fläche am Mühlenplatz für zehn Jahre zur Verfügung. Das Mühlenhof-Zentrum in provisorischen Baracken eröffnete mit 38 Geschäften am 17. August 1949. Es wurde in der Lokalpresse überschwänglich als Kö von Solingen gefeiert.:25
Für das kulturelle Leben in der Nachkriegszeit war entscheidend, dass sowohl die Stadthalle an der oberen Hauptstraße wie auch der Walder Stadtsaal und die Ohligser Festhalle die Bombenangriffe unbeschadet überstanden hatten. Die Stadtverwaltung nahm ihre Arbeit im unzerstörten Stadthaus an der Potsdamer Straße wieder auf.:438f.
Die schwer zerstörte St.-Clemens-Kirche am Mühlenplatz hatte durch die Bombenschäden ihre charakteristischen Spitzen der Doppel-Türme verloren. Unter Beteiligung des Architekten Dominikus Böhm erhielten 1955 die beiden Türme Beton-Spitzen, die stilistisch in krassem Gegensatz zum neugotischen Körper der Kirche standen. Dieser Kontrast wurde 1963 durch leichte bauliche Veränderungen wieder abgemildert. Die evangelische Stadtkirche am Fronhof wurde mit Grundsteinlegung exakt zehn Jahre nach ihrer Zerstörung am 5. November 1954 an alter Stelle wiederaufgebaut. Sie konnte am 4. November 1956 eingeweiht werden.:30, 32
Auch in den Außenbereichen der Stadt, die von Luftangriffen getroffen wurden, fand ab den 1950er Jahren ein Wiederaufbau statt. Das Werk der zerstörten Gießerei Rautenbach am Mangenberg beispielsweise wurde zunächst ebenfalls wiederaufgebaut. Nach der Schließung des Betriebs in den 1990er Jahren entstand dort bis zum Jahr 2000 neben dem Gewerbegebiet Dönhoffstraße unter anderem ein Obi-Baumarkt.